# Lio Baraldi
Pour les articles homonymes, voir Baraldi.
 Lio Baraldi, né le 14 septembre 2004, est un  skieur alpin français.

## Biographie
En mars 2021, il prend la 3e place du slalom géant des championnats de France U18 à Saint-Jean-d'Aulps.
En janvier 2023, il dispute sa première épreuve de Coupe d'Europe dans la descente de Sella Nevea. Début février il remporte le slalom géant du Ski Chrono Samse Tour puis le slalom parallèle du Ladies and gentlemen night tour à Font-Romeu.
Le 9 avril 2023, âgé seulement de 18 ans, il crée la sensation en étant sacré Champion de France Elite de slalom géant à Val Thorens devant Léo Anguenot. Il est aussi Champion de France U21 (moins de 21 ans) de slalom géant et vice-champion de France U21 de descente.
En janvier 2024, il dispute ses premiers championnats du monde juniors aux Portes du soleil où il prend la 13e place de la descente (premier français). Début avril, il prend la 4e place des championnats de France de slalom géant à Megève. Il y est aussi sacré champion de France de slalom géant U21 pour la deuxième année consécutive.
En décembre 2024, il marque ses premiers points en coupe d'Europe en prenant une bonne 12e place dans le second géant de Zinal. Il dispute ses seconds championnats du monde juniors en mars 2025 à Tarvisio où il se classe 9e du géant remporté le Français Flavio Vitale.

## Palmarès[7],[8]

### Championnats du monde juniors
| Épreuve / Édition              | Descente | Super G | Slalom géant | Slalom  | Combiné par équipe | Team event |
| Mondiaux 2024 Portes du soleil | 13e      | 24e     | 22e          | -       | 16e                | -          |
| Mondiaux 2025 Tarvisio         | 35e      | 29e     | 9e           | Abandon | Abandon            | -          |

### Coupe d'Europe
25 épreuves disputées  (à fin mars 2025)

#### Classements
| Saison / Épreuve | Saison / Épreuve | Général | Général | Descente | Descente | Super G | Super G | Géant  | Géant  | Slalom | Slalom | Combiné | Combiné |
| ---------------- | ---------------- | ------- | ------- | -------- | -------- | ------- | ------- | ------ | ------ | ------ | ------ | ------- | ------- |
| Saison / Épreuve | Saison / Épreuve | Class.  | Points  | Class.   | Points   | Class.  | Points  | Class. | Points | Class. | Points | Class.  | Points  |
| 2025             | 2025             | 148e    | 22      | -        | -        | -       | -       | 51e    | 22     | -      | -      | -       | -       |

### Championnats de France

#### Elite
| Édition / Epreuve                                        | Descente | Super-G | Slalom géant | Slalom  | Super combiné |
| -------------------------------------------------------- | -------- | ------- | ------------ | ------- | ------------- |
| Championnats 2021 Châtel / Saint-Jean-d'Aulps / Les Gets | 62e      | 49e     | 29e          | -       | 35e           |
| Championnats 2022 Isola 2000 / Auron                     | 25e      | 45e     | 19e          | Abandon | 32e           |
| Championnats 2023 Les Orres / Val Thorens                | 11e      | 18e     | Or           | Abandon | 8e            |
| Championnats 2024 Megève                                 | annulée  |         | 4e           | 16e     | -             |
| Championnats 2025 Méribel                                | 24e      | 21e     | 12e          | Abandon | -             |

#### Jeunes
2 titres de Champion de France

##### Juniors U21 (moins de 21 ans)
2024 :
- Champion de France de slalom géant à Megève

2023 :
- Champion de France de slalom géant à Val Thorens
- Vice-champion de France de descente aux Orres
- 4e des Championnats de France de combiné aux Orres

##### U18 (moins de 18 ans)
2021 :
- 3e des Championnats de France de slalom géant à Saint-Jean-d'Aulps